# Zmięk żółtonogi
Zmięk żółtonogi (Rhagonycha testacea) – gatunek chrząszcza z rodziny omomiłkowatych i podrodziny Cantharinae.

## Taksonomia
Gatunek ten opisany został po raz pierwszy w 1758 roku przez Karola Linneusza w dziesiątym wydaniu Systema Naturae pod nazwą Cantharis testacea. Jako miejsce typowe wskazał on Europę.

## Morfologia
Chrząszcz o wydłużonym ciele długości od 5 do 6 mm. Głowę ma całą czarną, pozbawioną guzka między nasadami czułków. Przedplecze ma zaokrągloną krawędź przednią, niezaostrzone kąty tylne i niewklęsłą krawędź tylną. Ubarwione jest zwykle czarno z szerokim żółtym do żółtobrązowego obrzeżeniem krawędzi bocznych, rzadko jest całe żółtobrązowe. Pokrywy są w całości żółte lub żółtobrązowe, bez przyciemnień na szwie i wierzchołku. Odnóża są w całości jasne, żółte do żółtobrązowych,  i mają rozdwojone wierzchołki wszystkich pazurków. Genitalia samca mają edeagus zaopatrzony w tarczkę grzbietową.

## Ekologia i występowanie
Owad rozmieszczony od nizin po przedgórza i niżej położone doliny górskie. Zasiedla wilgotne i podmokłe łąki, zarośla, pobrzeża wód, skraje lasów łęgowych oraz wilgotne polany śródleśne. Osobniki dorosłe obserwuje się pojedynczo od kwietnia, a liczniej od maja do czerwca. Żerują na pyłku kwiatowym i owadach. Samica składa przeciętnie 94 jaja. Między rozwojem zarodkowym a stadium larwalnym występuje stadium przedlarwalne.
Gatunek palearktyczny, znany z Wielkiej Brytanii, Francji, Belgii, Luksemburga, Niemiec, Szwajcarii, Austrii, Włoch, Danii, Szwecji, Litwy, Polski, Czech, Słowacji, Węgier, Białorusi, Ukrainy, Rumunii, oraz europejskiej i syberyjskiej części Rosji (na wschód po Zabajkale, na północ po Karelię).